# It Was to Be
It Was to Be è un cortometraggio muto del 1915 diretto da Joseph Kaufman.

## Produzione
Il film fu prodotto dalla Lubin Manufacturing Company.

## Distribuzione
Distribuito dalla General Film Company, il film - un cortometraggio in tre bobine - uscì nelle sale USA il 19 agosto 1915.